# Вулиця Миколи Негоди (Черкаси)
Вулиця Мико́ли Него́ди — вулиця в Черкасах.

## Розташування
Вулиця простягається паралельно Дніпру від вулиці Гуржіївської до вулиці Різдвяної.

## Опис
Вулиця вузька, заасфальтована.

## Історія
До 1977 року вулиця називалась Парковою. З 1977 по 2016 носила назву вулиця Тищенка на честь Федора Тищенка, що був секретарем повітового комітету партії більшовиків, членом Київського губвиконкому та Всеукраїнського ЦВК. 22 лютого 2016 року вулиця отримала сучасну назву.

## Назва
Вулиця названа на честь черкаського письменника Миколи Негоди.